# Wielka Loża Łotwy
Wielka Loża Łotwy - została założona 8 marca 2003 roku i zrzesza sześćdziesięciu braci w trzech lożach: Jānuguns, Ziemelzvagizne i Pie Zobena. Utrzymuje braterskie relacje z większością europejskich Wielkich Lóż oraz z wieloma Wielkimi Lożami na innych kontynentach.